# David Duncan
David Duncan (Billings, Montana, 17 de febrer de 1913 − Everett, Washington, 27 de desembre de 1999) va ser un autor de ciència-ficció i guionista estatunidenc.

## Biografia
Després d'una carrera de deu anys a l'administració del govern, comença a escriure de manera professional a l'edat de 33 anys. La seva carrera de guionista comença el 1953 amb la seva primera pel·lícula que és al mateix temps la primera pel·lícula en 3-D de la firma Paramount, Sangaree.
David Duncan és conegut per a les seves obres de ciència-ficció en el cinema, entre les quals la versió de 1960 de La màquina del temps  i El Viatge fantàstic . Ha col·laborat igualment en nombrosos shows televisats com Daniel Boone , The Outer Limits  i National Velvet .

## Les seves novel·les
David Duncan és l'autor de 13 novel·les :
- Remember the Shadows
- Dark Dominion
- The Shade of Time
- Beyond Eden
- The Madrone Tree
- The Trumpet of God
- The Bramble Bush
- Occam's Razor
- The Serpent's Egg
- Yes, My Darling Daughters
- None But My Foe
- The Long Walk Home From Town
- Wives and Husbands

## Filmografia
- 1953: Sangaree
- 1954: The White Orchid
- 1957: The Black Scorpion
- 1958: The Thing That Couldn't Die
- 1958: Monster on the Campus
- 1960: The Leech Woman
- 1960: La màquina del temps (The Time Machine)
- 1966: Fantastic Voyage
- 1993: Time Machine: The Journey Back (vídeo)